# Золотые торговые монеты
Золотые торговые монеты — серия серебряных памятных монет достоинством 10 гульденов, выпущенных Нидерландскими Антильскими островами в 2001 году и посвященных золотым торговым монетам различных эпох — от ауреуса Суллы (I век до нашей эры) до 20 франков бельгийского короля Альберта I (I половина XX века).

## Общее описание монет серии
Серия «Золотые торговые монеты» состоит из 24 монет, выпущенных общим тиражом 11 495 штук. Все они отчеканены на Королевском монетном дворе Нидерландов в Утрехте качеством «пруф». 
Монеты отчеканены из серебра 925-й пробы. Общий вес одной монеты — 31,1035 грамма (1 тройская унция серебра). Диаметр — 40 миллиметров.
На аверсе изображён герб Нидерландских Антильских островов, который разделяет номинал — 10 гульденов (10 G); под ним — год чеканки монеты (2001) и надпись NEDERLANDSE ANTILLEN.
Реверс — погрудный портрет монарха, его имя и годы правления, а также изображение аверса и реверса исторической торговой монеты.
Гурт у монет гладкий.
Большинство исторических торговых монет, включённых в серию, имеют непосредственное отношение к историческим Нидерландам, которые примерно соответствует территории современных Нидерландов, Бельгии и Люксембурга. В различные исторические эпохи она полностью или частично входила в состав Римской республики и Римской империи, Франкского государства, Бургундии, Священной Римской империи, Испании, Франции. Однако в серию вошли и некоторые широко известные мировые золотые торговые монеты — флорентийский флорин, венецианский дукат (цехин), рейнский гольдгульден, английский нобль, английский и британский соверены, французские экюдор, франкдор и луидор. 
Кроме того, на одой из монет серии изображён российский империал, чеканившийся начиная со второй половины XVII века и хорошо известный в качестве торговой монеты в Европе. Самое непосредственное отношение к России имеет также голландский торговый дукат (червонец), по образцу которого с 1735 по 1868 год тайно чеканились точные русские копии, получившие в официальных документах название «известная монета». Поначалу они предназначались только для заграничных платежей и выплаты жалования русским войскам, ведущим военные действия в Средней Азии, на Кавказе и в Польше, откуда в конце концов попали и во внутреннее обращение. Местные русские названия — «лобанчик, арапчик, пучковый» (по изображённому на монете воину с пучком стрел). В самих Нидерландах чеканка этих монет была приостановлена в 1849 году (это последняя дата на русских копиях), в России прекратилась в 1868-м после протеста нидерландского правительства.

## Список монет серии
| Серия «Золотые торговые монеты»        | Серия «Золотые торговые монеты» | Монарх (правитель), изображённый на монете       | Монарх (правитель), изображённый на монете | Монарх (правитель), изображённый на монете                               | Торговая монета                             | Торговая монета            | Торговая монета                 | Торговая монета |
| Название монеты                        | Тираж, шт.                      | Имя                                              | Годы правления                             | Государство                                                              | Название                                    | Начало чеканки             | Ч. в. / О. в., г                | Иллюстрация     |
| -------------------------------------- | ------------------------------- | ------------------------------------------------ | ------------------------------------------ | ------------------------------------------------------------------------ | ------------------------------------------- | -------------------------- | ------------------------------- | --------------- |
| Ауреус Суллы                           | 589                             | Луций Корнелий Сулла                             | 138—78 (до н. э.)                          | Римская республика                                                       | Ауреус                                      | после 105 г. до н. э.      | — / >8,19                       |                 |
| Солид Константина I                    | 578                             | Константин I Великий                             | 306—337                                    | Римская империя                                                          | Солид                                       | 309                        | — / 4,55                        |                 |
| Золотой тремиссис Хлодвига I           | 566                             | Хлодвиг I                                        | 481/482—511                                | Франкское государство                                                    | Тремиссис (триенс, золотой денарий)         | ≈ 500                      | — / 1,52                        |                 |
| Золотой флорин Козимо Медичи           | 575                             | Козимо Медичи                                    | 1389—1464                                  | Флорентийская республика                                                 | Флорин                                      | (1252)                     | 3,531 / 3,537                   |                 |
| Золотой дукат Дандоло                  | 490                             | Джованни Дандоло                                 | 1280—1289                                  | Венецианская республика                                                  | Дукат (цехин)                               | 1284                       | 3,427 / 3,5                     |                 |
| Золотой экю с престолом Филиппа IV     | 460                             | Филипп IV                                        | 1285—1314                                  | Франция                                                                  | Экюдор с престолом (шездор)                 | 1303                       | — / 7                           |                 |
| Нобль Эдуарда III                      | 575                             | Эдуард III                                       | 1327—1377                                  | Англия                                                                   | Нобль                                       | 1344                       | — / 8,97                        |                 |
| Рейнский золотой гульден Карла IV      | 430                             | Карл IV                                          | 1355—1378                                  | Священная Римская империя (Рейнская область)                             | Рейнский гульден (золотой шиллинг)          | сер. XIV в.                | — / 3,5                         |                 |
| Золотой конный франк Иоанна II         | 464                             | Иоанн II                                         | 1350—1364                                  | Франция                                                                  | Конный франк                                | 1360                       | — / 3,885                       |                 |
| Золотой андриесгульден Филиппа Доброго | 250                             | Филипп III Добрый                                | 1396—1467                                  | Бургундия (Бургундские Нидерланды)                                       | Гольдгульден Святого Андрея                 | н/д                        | — / —                           |                 |
| Золотой экю с солнцем Людовика XI      | 450                             | Людовик XI                                       | 1461—1483                                  | Франция                                                                  | Экюдор с солнцем                            | 1475                       | 3,367 / 3,496                   |                 |
| Соверен Елизаветы I                    | 450                             | Елизавета I                                      | 1558—1603                                  | Англия                                                                   | Английский соверен                          | (1489)                     | 10,213 / 11,146 (15,47 / 15,55) |                 |
| Реал Филиппа II                        | 440                             | Филипп II                                        | 1556—1598                                  | Испании (Испанские Нидерланды)                                           | Реалдор (украшенный денье)                  | (кон. XV века)             | — / 14,91                       |                 |
| Каролюсгульден Карла V                 | 440                             | Карл V                                           | 1519—1556                                  | Священная Римская империя (Габсбургские Нидерланды)                      | Каролюсдор                                  | 1517                       | 2,12 / 3,24                     |                 |
| Дукат Морица                           | 443                             | Мориц Оранский                                   | 1584—1625                                  | Соединённые провинции                                                    | Торговый дукат                              | 1587                       | 3,43 / 3,5                      |                 |
| Двойной альбертин Изабеллы и Альберта  | 490                             | Изабелла Клара Евгения, Альбрехт VII Австрийский | 1595—1633                                  | Испанские Нидерланды                                                     | Двойной альбертин                           | 1599                       | 4,61 / 5,14                     |                 |
| Двойной соверен Марии Терезии          | 440                             | Мария Терезия                                    | 1740—1780                                  | Священная Римская империя (Испанские Нидерланды, Австрийские Нидерланды) | Нидерландский соверен (суверендор, соврано) | (кон. XVI — нач. XVII вв.) | 10,1641 / 11,0600               |                 |
| Золотой всадник Вильгельма III         | 440                             | Вильгельм III Оранский                           | 1672—1702                                  | Соединённые провинции                                                    | Золотой всадник                             | 1606                       | 9,2 / 10                        |                 |
| Луидор Людовика XIII                   | 440                             | Людовик XIII                                     | 1610—1643                                  | Франция                                                                  | Луидор                                      | 1640                       | 6,13 / 6,69                     |                 |
| Рубль Екатерины Великой                | 560                             | Екатерина II                                     | 1762—1796                                  | Российская империя                                                       | 10 рублей (империал)                        | (1755)                     | 11,99 / 13,08 (15,21 / 16,59)   |                 |
| 20 франков Наполеона Бонапарта         | 555                             | Наполеон Бонапарт                                | 1804—1814                                  | Франция (Батавская республика)                                           | 20 франков (наполеондор)                    | 1803                       | 5,8064 / 6,4516                 |                 |
| Соверен Георга III                     | 440                             | Георг III                                        | 1760—1820                                  | Великобритания                                                           | Британский соверен                          | 1817                       | 7,3224 / 7,9881                 |                 |
| Золотые 10 гульденов Вильгельмины      | 440                             | Вильгельмина                                     | 1890—1948                                  | Нидерланды                                                               | 10 гульденов (вильгельмсдор)                | (1818)                     | 6,0561 / 6,7290                 |                 |
| 20 франков Альберта I Бельгийского     | 490                             | Альберт I                                        | 1909—1934                                  | Бельгия                                                                  | 20 франков                                  | (1834)                     | 5,8064 / 6,4516                 |                 |